# Alphonse Kahn
Alphonse Kahn (Kolbsheim, Alsacia, 9 de diciembre de 1864 - París, 25 de mayo de 1927) fue un empresario francés.

## Biografía
Unió fuerzas con su primo Théophile Bader para crear en diciembre de 1893  Alphonse Kahn & Cie, empresa que abrió la primera tienda Aux Galeries Lafayette en el número 1 de la rue La Fayette de París en enero de 1894. 
Aunque se retiró de la dirección operativa en 1912, siguió siendo accionista y compartió la presidencia del consejo de administración con Théophile Bader hasta su muerte en 1927. 
La tienda permanece abierta en el número 98 del bulevar Malesherbes de París.
Está enterrado en el cementerio de Montparnasse. 

## Honores
- Oficial de la Légion d'honneur (decreto de 15 de mayo de 1910). Caballero desde el 21 de julio de 1903.